# Кантервилски дух
„Кантервилски дух” (енгл. The Canterville Ghost) је хумористичка приповетка ирског писца Оскара Вајлда. Ово је била Вајлдова прва објављена прича, а први пут се појавила у два наставка у часопису The Court and Society Review, 23. фебруара и 2. марта 1887. године. Прича говори о америчкој породици која се преселила у замак који прогања дух енглеског племића, који је убио своју жену, а затим су га браћа његове жене зазидали, након чега је умро од глади.

## Радња
Амерички амбасадор на Суду Светог Џејмса, Хирам Б. Отис и његова породица усељавају се у Кантервилски замак, упркос упозорењима лорда Кантервила да је уклет. Господин Отис каже да ће узети намештај као и духа на процену.
Породица Отис укључује господина и госпођу Отис, њиховог најстаријег сина Вашингтона, њихову ћерку Вирџинију и близанце. У почетку нико од чланова породице не верује у духове, али убрзо након што се уселе, нико од њих не може порећи присуство сер Сајмона де Кантервила. Госпођа Отис примећује мистериозну мрљу од крви на поду и жели да се она очисти, док јој госпођа Амни, њихова домаћица, говори да је мрља од крви доказ духа и да се не може уклонити. Вашингтон предлаже да ће се мрља уклонити помоћу Пинкертоновог шампионског уклањивача мрља и Парагон детерџента. Када се дух први пут појави, господин Отис одмах устаје из кревета и прагматично нуди духу бочицу мазива да подмаже своје ланце. Бесно, дух баца бочицу и бежи у ходник.
Близанци бацају јастуке на њега и дух бежи. Породица сведочи поновним појављивањима мрље од крви на поду поред камина, које се уклањају сваки пут када се појаве у разним бојама. Упркос напорима духа и најстрашнијим маскама, породица одбија да се уплаши, остављајући сер Сајмона да се осећа све беспомоћнијим и пониженијим. Дух постаје жртва жица, праћки, клизавог пода и падајућих кофа воде. Несташни близанци намештају сопственог „духа”, што га плаши. Сер Сајмон види да се Вирџинија, лепа и мудра петнаестогодишња ћерка, разликује од остатка породице. Он јој каже да није спавао три стотине година и да очајнички жели да се одмори. Дух јој прича трагичну причу о својој жени, леди Елеонор де Кантервил. Вирџинија га слуша и научи важну лекцију, као и право значење загонетке. Сер Сајмон каже да она мора да плаче за њим, јер он нема суза; она мора да се моли за њега, јер он нема веру, а онда мора да га прати до анђела смрти и моли за његову смрт. Она плаче за њим и моли се за њега и нестаје са сер Сајмоном кроз зидне облоге и прати га у башту смрти и опрашта се од духа. Прича се завршава тако што се Вирџинија удаје за војводу од Чешира након што обоје постану пунолетни. Сер Сајмон јој је, каже она свом мужу неколико година касније, помогао да схвати шта је живот, шта смрт означава и зашто је љубав јача од обоје.

## Адаптације
Приповетка је постала предмет бројних сценских, филмских и телевизијских адаптација. Године 1962. је емитована истоимена ТВ-драма у продукцији РТВ Београд, а 1979. је хрватски композитор Борис Папандопуло написао истоимену оперу.